# Puerto Natales
Puerto Natales is een stad met 21.500 inwoners (2017) in de Kommune Natales, de grootste gemeente (Kommune) van de Magallanes y la Antártica Chilena in Chili. Naast Puerto Natales zijn andere vestigingen in de Kommune: Villa Dorotea, Villa Renoval, Puerto Edén en Seno Obstrucción.
Puerto Natales is gelegen aan de oever van de Última Esperanza Sound en heeft naar het noorden uitzicht op de Cerro Toro bergformaties.
De Kommune heeft een oppervlakte van 48.974 km², en is een van de grootste in Chili, maar erg dunbevolkt met 0,4 mensen per km².
De havenstad Puerto Natales is de hoofdstad van de provincie Última Esperanza. De stad ligt 247 km ten noordwesten van Punta Arenas aan de  Última-Esperanza-fjord. De plaats werd in 1911 gesticht.
De stad beschikt over een vliegveld en is uitvalsbasis voor excursies naar het Nationaal park Torres del Paine en het Nationalpark Bernardo O’Higgins, alsook voor reizen naar Patagonië en Vuurland. Per veerboot kan men door fjorden en langs eilanden naar de verderafgelegen grote stad Puerto Montt reizen.
Toeristen kunnen ook de pinguïnkolonies in de Otway-Bay bij Punta Arenas bezoeken, en de Serrano-, Balmaceda- en Grey-gletsjers.

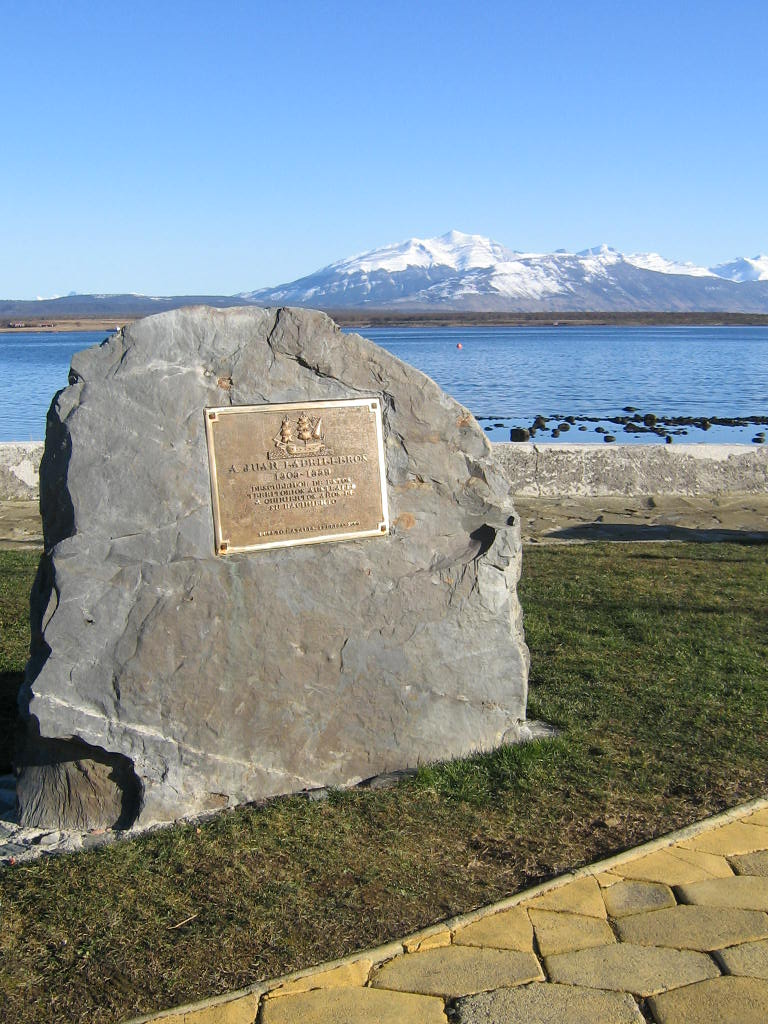
Monument van ontdekker Juan Ladrillero in Puerto Natales

Juan Fernández Ladrillero onderzocht als eerste in 1557 de omgeving van Puerto Natales op weg naar de Straat Magelhaen. Hier leefden de oorspronkelijke Kawéskar' en 'Aonikenk' (of Tehuelche). In de 18e en 19e eeuw kwamen veel immigranten uit Duitsland en Engeland, het gebied werd vooral voor de schapenteelt gebruikt. Daarna volgden Chilenen, die vooral van het eiland Chiloé kwamen. Een overzicht biedt het historisch museum, dat zich in een voormalig "frigorifico", een koelhuis in victoriaanse stijl, bevindt.
Het klimaat is onbestendig en winderig.

## Geboren in Puerto Natales
- Honorino Landa (1942–1987), voetballer
- Luis Mansilla (1986), wielrenner

## Galerij

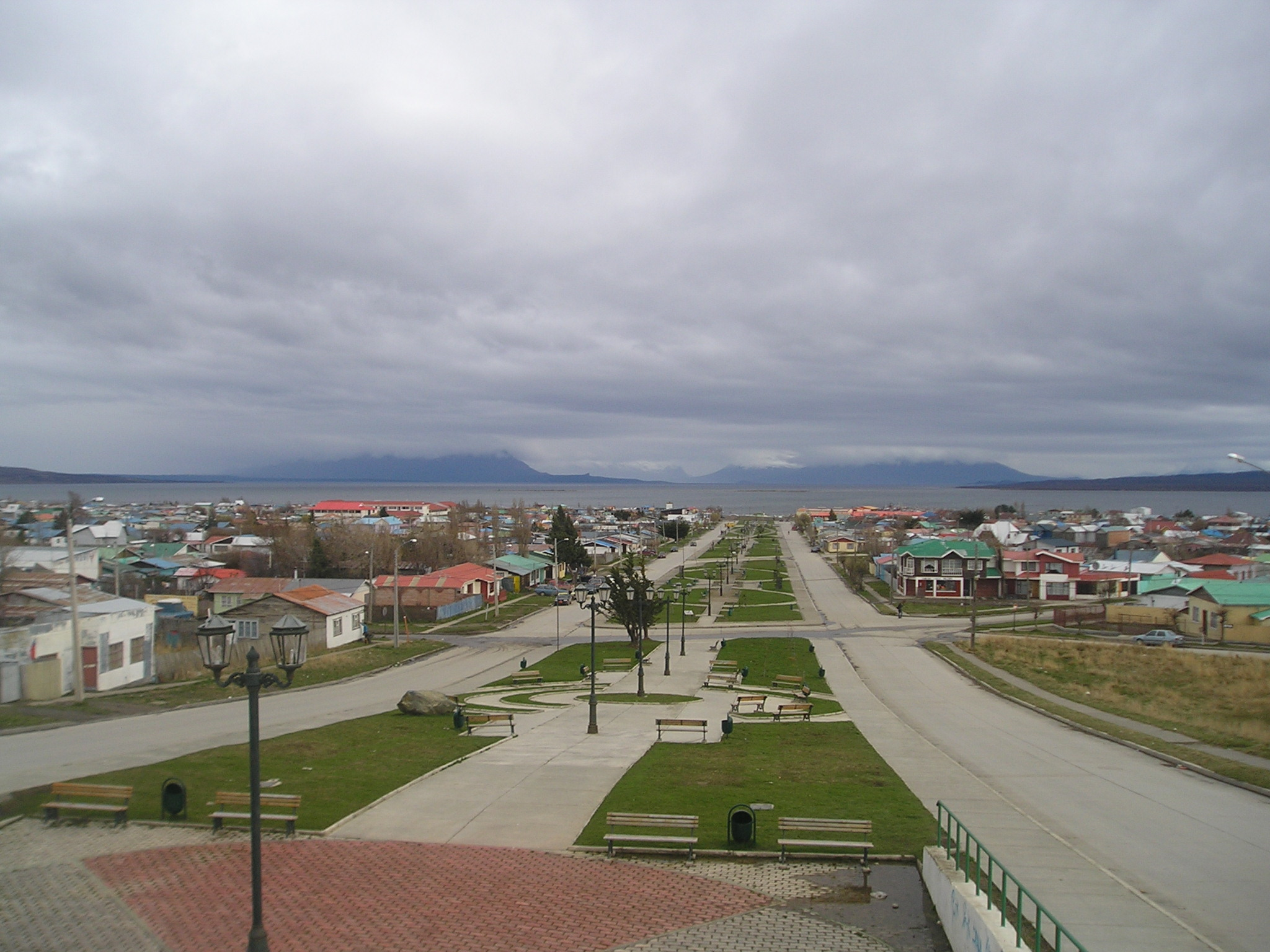
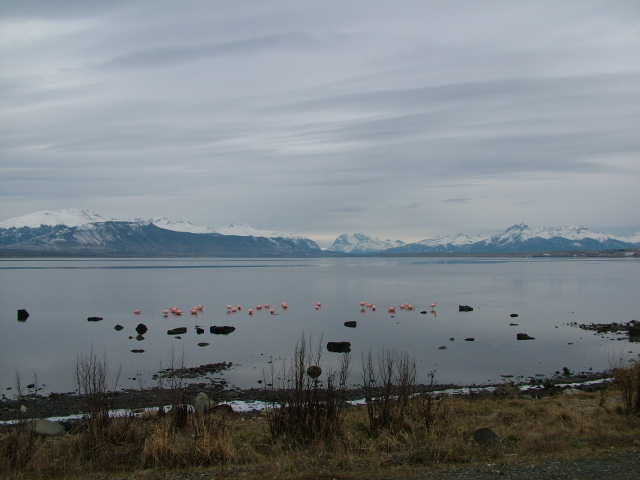
Flamingo's bij Puerto Natales
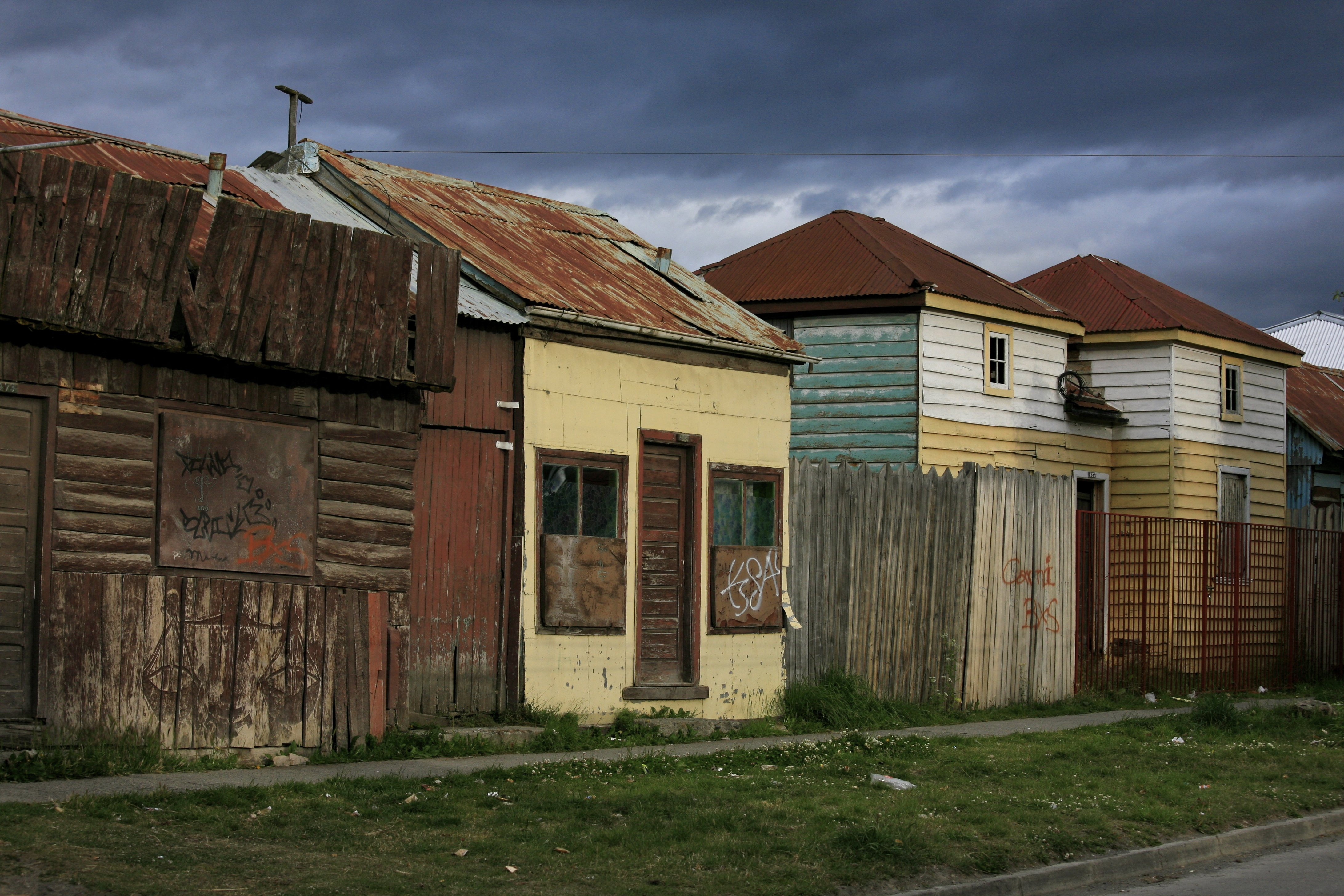
Huizen in Puerto Natales
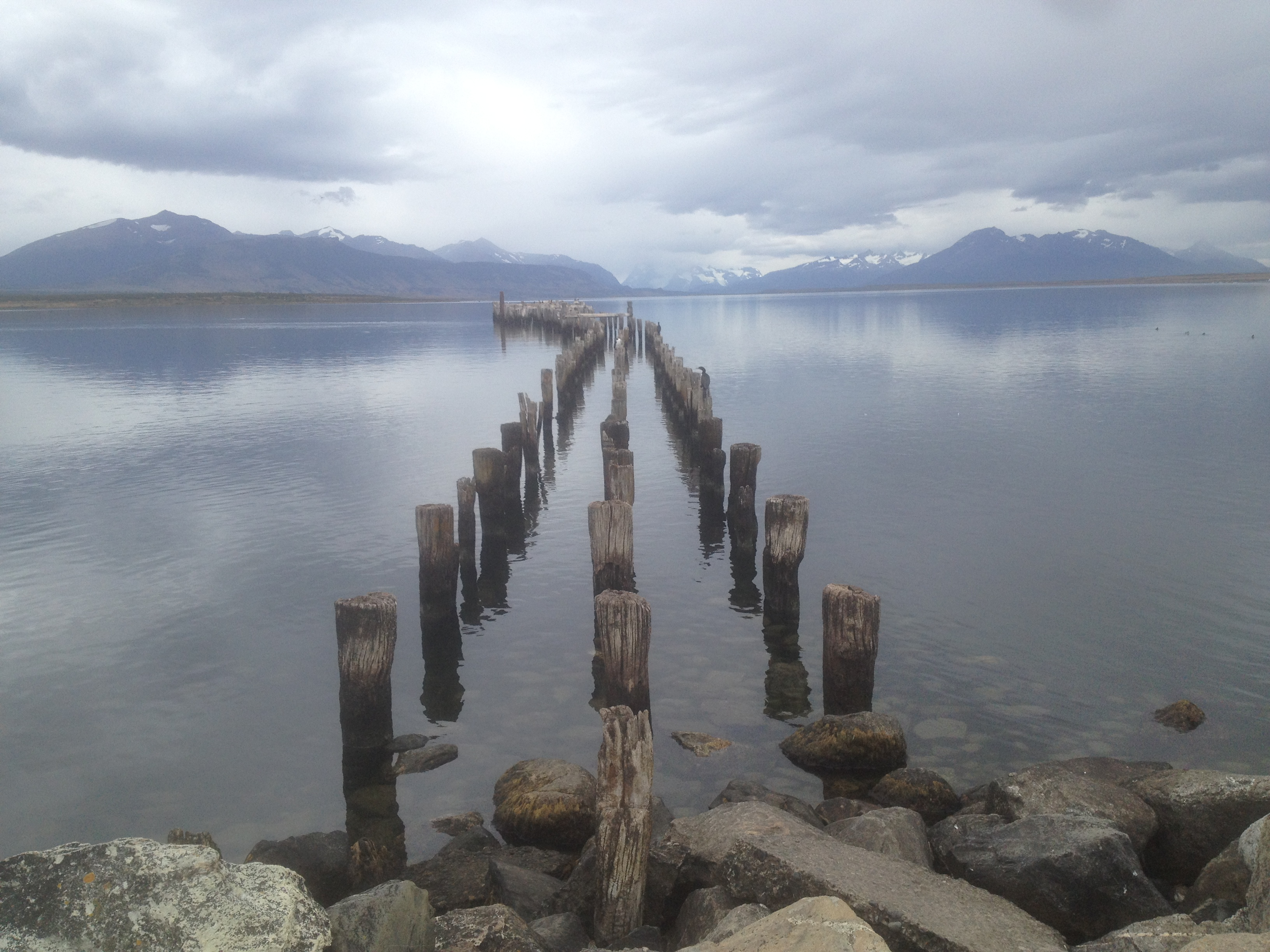
Pier
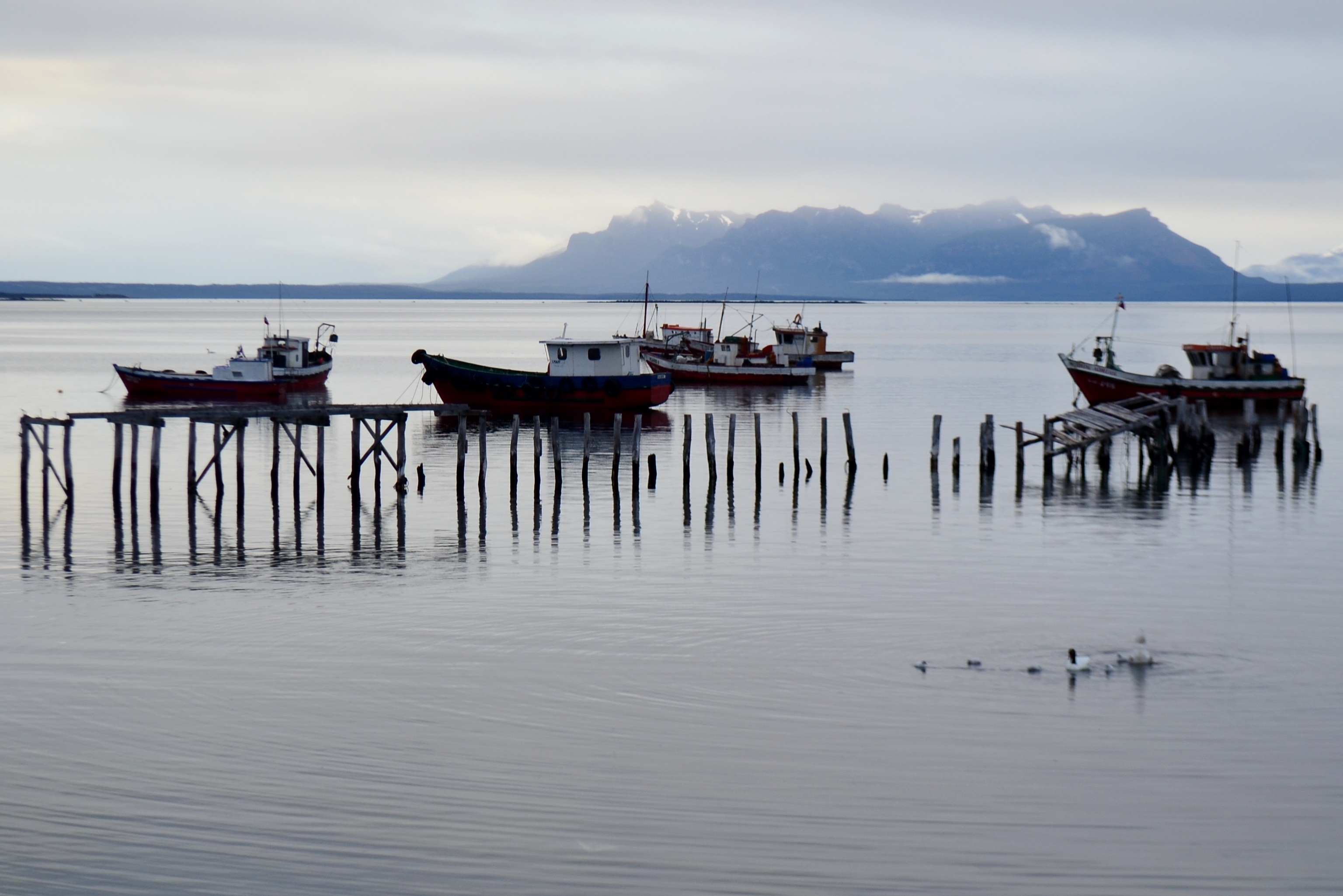
Vissersboten
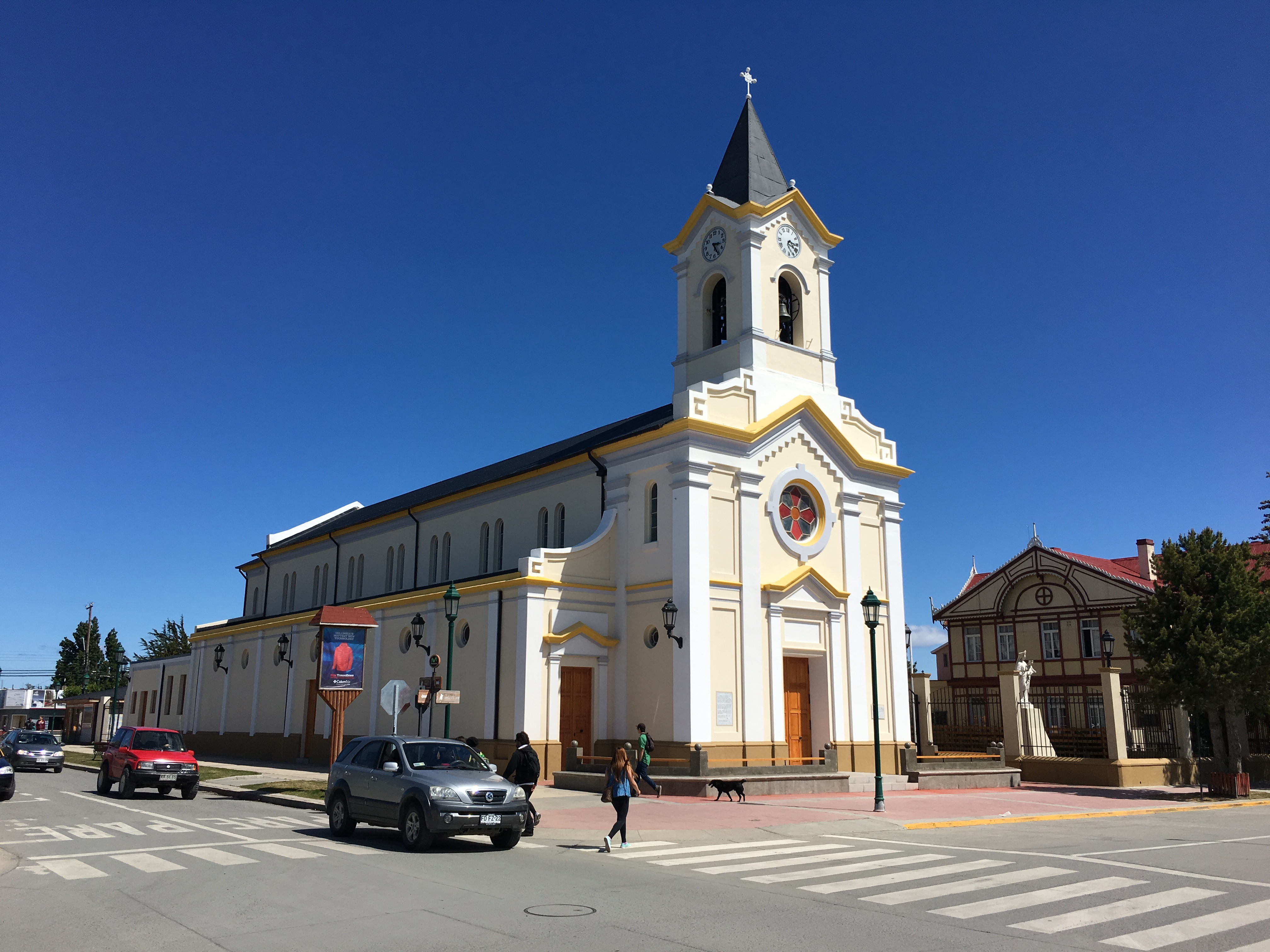
Kathedraal van Puerto Natales
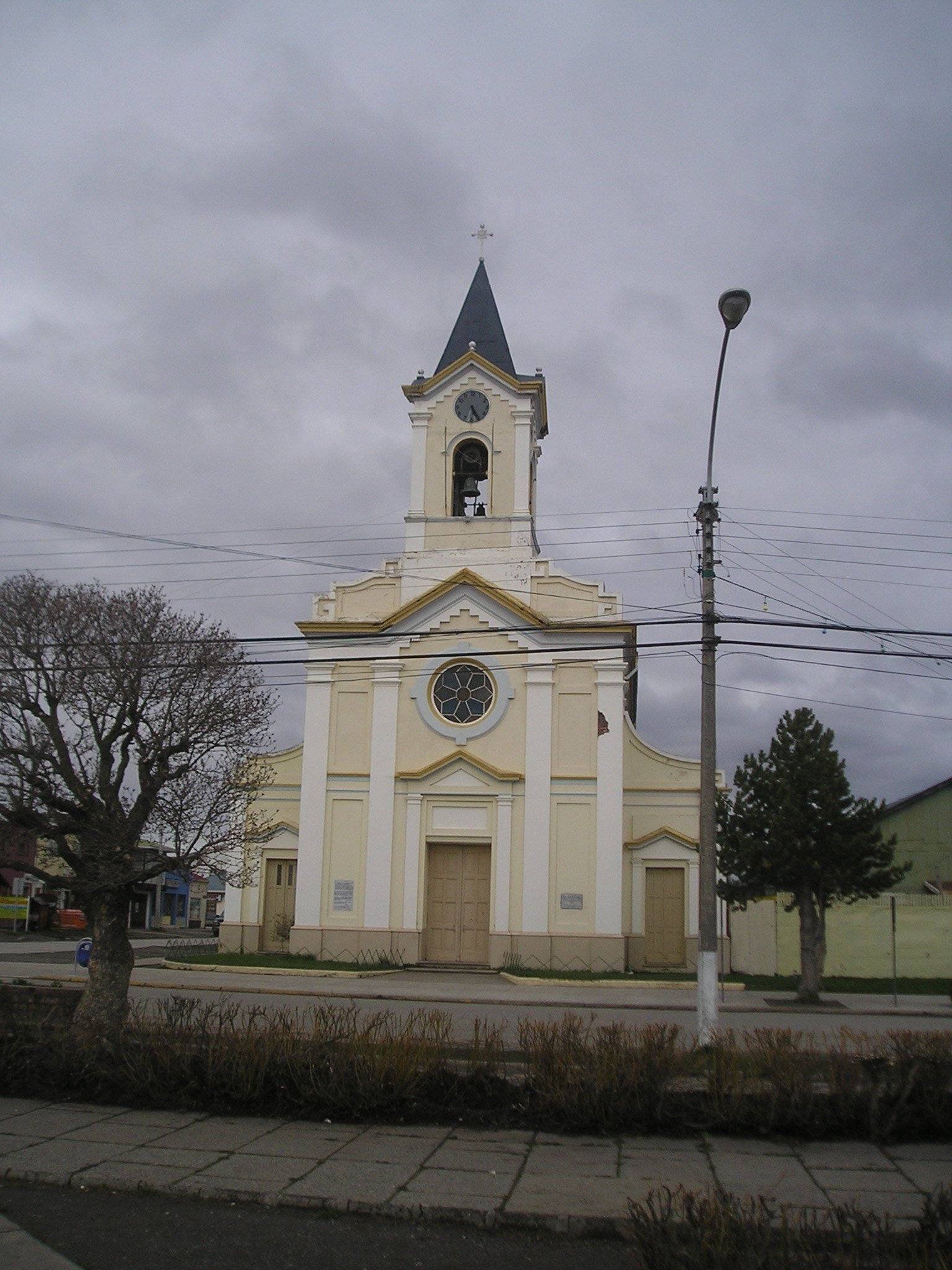
Kerk, Plaza de Armas
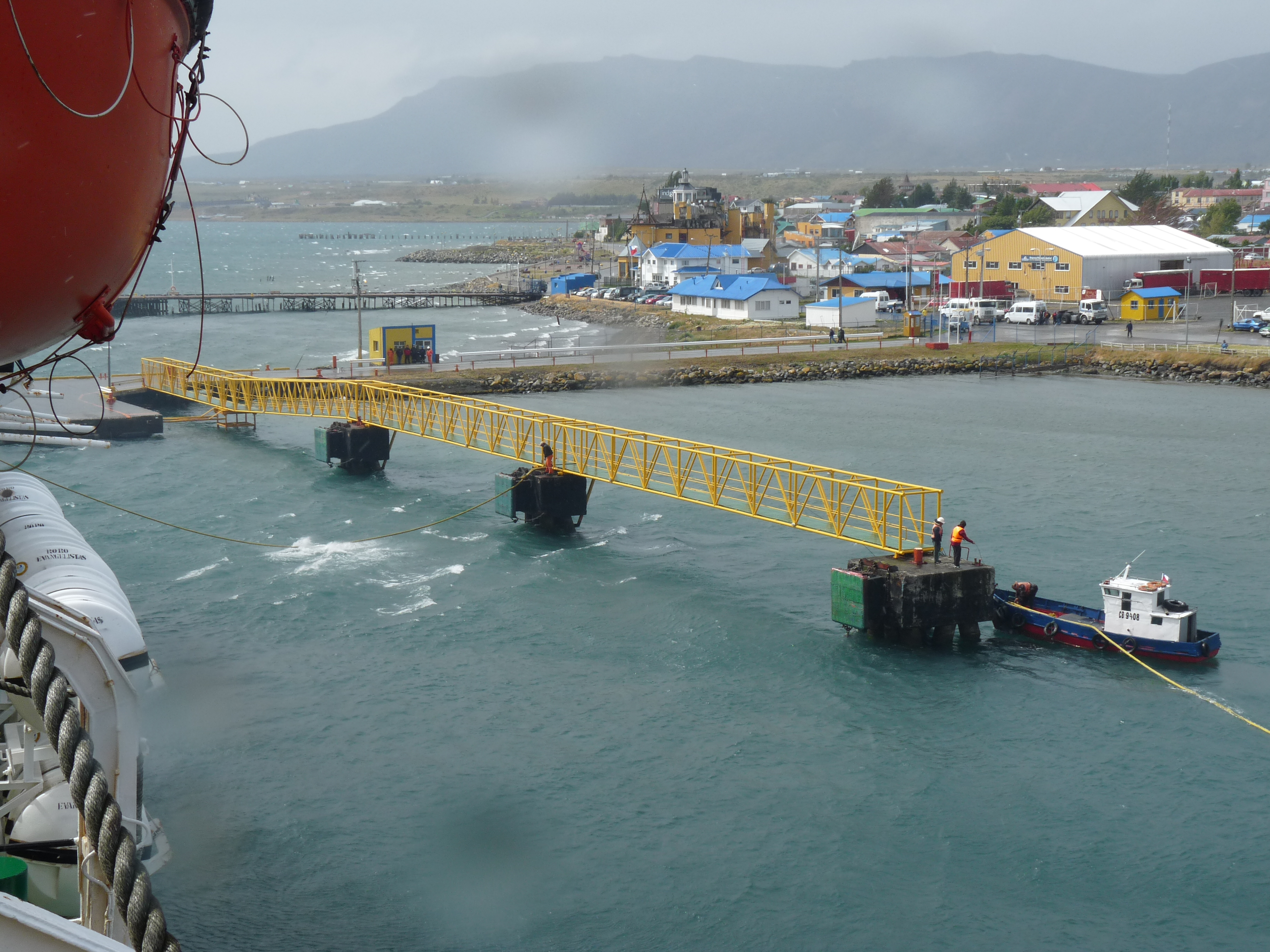
Pier van veerboot
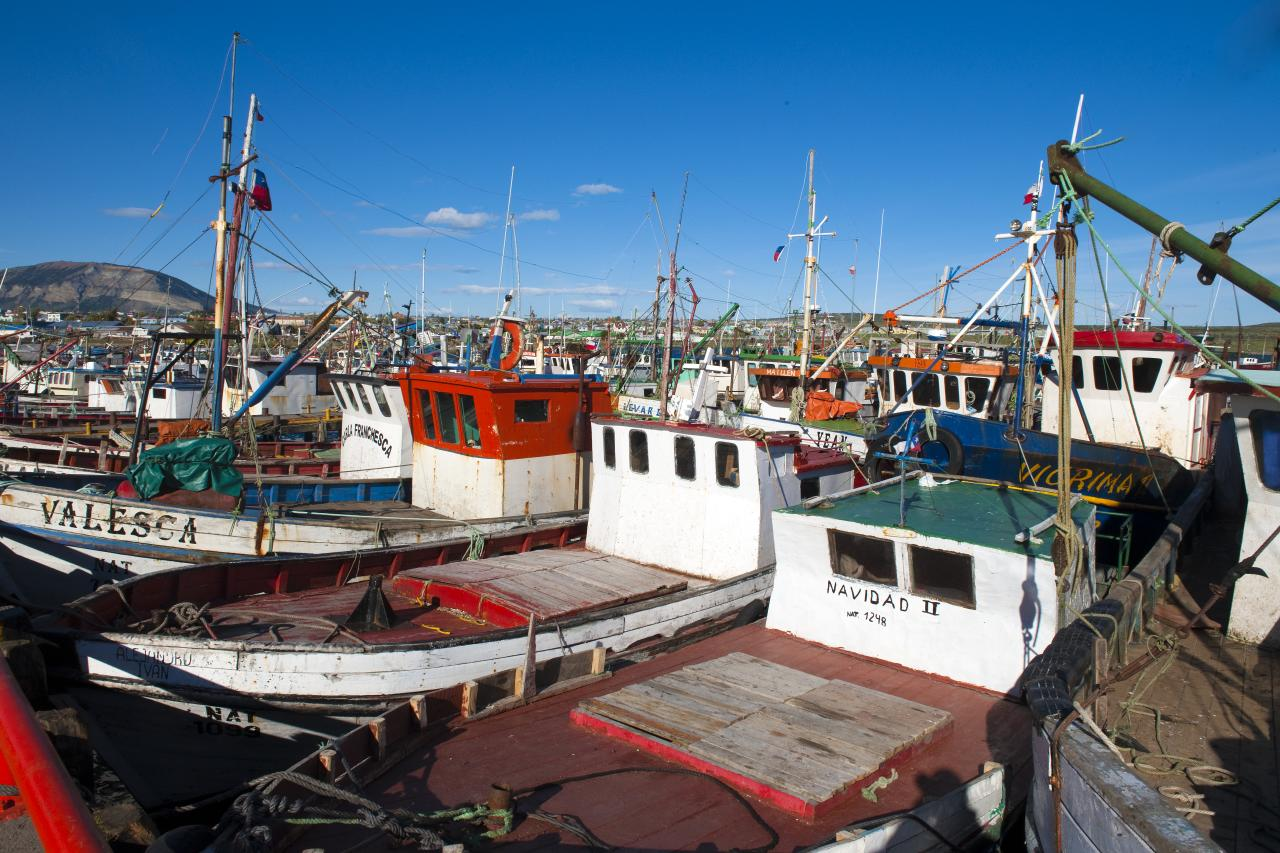
Vissersboten in haven